# ديفيد كاثروود
ديفيد كاثروود (بالإنجليزية: David Catherwood)‏ هو ملحن بريطاني، ولد في 1946 في بلفاست في المملكة المتحدة.

## وصلات خارجية
- ديفيد كاثروود على موقع ميوزك برينز (الإنجليزية)